# Bozóky Éva
Bozóky Éva (Budapest, 1923. október 29. – Budapest, 2004. május 27.) magyar író, újságíró, tanár, könyvtáros; Donáth Ferenc politikus felesége.

## Élete
Édesanyja Weinrich Margit tanár, édesapja Bozóky Tasziló katonatiszt volt. 1940 és 1943 között a Pápai Református Kollégium tanulója volt. A második világháború után a Magyar Napnál volt tudósító. 1949-1951 között a Magyar Rádió Női szemmel című műsorának rovatvezetője volt.
Férjét, Donáth Ferencet 1951-ben koholt vádak alapján letartóztatták, őt a kistarcsai internálótáborba zárták. 1954-ben rehabilitálták őket, férje egy ideig nem vállalt újabb politikai szerepet, tudományos munkát folytatott. Éva a Marx Károly Közgazdaságtudományi Egyetemen könyvtáros lett. 1950-ben elvégezte az ELTE bölcsészkarán a könyvtár szakot. Férje 1956 októberében Nagy Imre közvetlen munkatársa volt, ezért 1958-ban 12 évi börtönbüntetésre ítélték, ahonnan amnesztiával szabadult 1960-ban.
Éva 1960-ban lett a Könyvtáros című folyóirat rovatvezetője. Több lapban is publikált: Népszava, Nők Lapja, Képes Budapest, Gyermekünk, Köznevelés, Család és Iskola, Népművelés, Evangélikus Élet, Teológia, Diakónia, Új könyvek, Élet és Irodalom. Isten kezében címmel ő rendezte sajtó alá a Gaudiopolis gyerekvárost létrehozó Világ Igaza Sztehlo Gábor naplóját.
2004 májusában, 80 éves korában halt meg. Szigligeten helyezték végső nyugalomra.

## Díjai
- Aranytoll (1999)
- A Magyar Köztársasági Érdemrend lovagkeresztje (2003)

## Könyvei
- Donáth Ferencné: Ismerd meg Budapestet!; Marx Károly Közgazdaságtudományi Egyetem Központi Könyvtára, Bp., 1955
- Szótlan barátaink. Állatbarátok évkönyve; szerk.Bozóky Éva; Natura, Bp., 1971
- Szülőkhöz szólunk; Tankönyvkiadó, Bp., 1971 (A pedagógia időszerű kérdései hazánkban)
- Kun Anna–Bozóky Éva: Mi legyen a lányom?; Szolgáltató és Ipari Szövetkezet, Bp., 1972 (Pályaválasztási tanácsadás kiskönyvtára)
- Claudia (1978)
- Magdaléna. Regény; Magyarországi Evangélikus Egyház Sajtóosztálya, Bp., 1982
- Sztehlo Gábor: Isten kezében; sajtó alá rend. Bozóky Éva; Magyarországi Evangélikus Egyház Sajtóosztálya, Bp., 1984
- Zord idők nyomában...; Pro Pannonia, Pécs, 1998 (Pannónia könyvek)
- Szárnyasoltár; Luther, Bp., 2003
- Mária Dorottya; Cigány Tudományos és Művészeti Társaság, Bp., 2003